# France Bélisle
 (février 2024).
France Bélisle, née à Hull, est une femme politique québécoise. Elle est mairesse de Gatineau de 2021 à 2024. 

## Biographie

### Jeunesse et études
France Bélisle naît et grandit à Hull. Elle obtient un baccalauréat en journalisme de l'Université d'Ottawa et une maîtrise en études journalistiques de l'Université Carleton.

### Carrière
Elle commence sa carrière de journaliste chez Radio-Canada, où elle couvre de 1997 à 2005 l'actualité de Moncton, Windsor, Gatineau, puis Montréal. Elle est également, de 2000 à 2012, réalisatrice et productrice télé, d'abord comme chef de pupitre pour TQS Montréal, puis réalisatrice-chef de pupitre à Radio-Canada Ottawa-Gatineau, ensuite réalisatrice pour RDI, puis première réalisatrice aux affectations Radio-Canada Ottawa-Gatineau et finalement productrice pour Radio-Canada Ottawa-Gatineau. En 2012, elle est nommée chef, relations avec les médias et gestion des enjeux pour CBC/Radio-Canada. Elle est ensuite directrice, communications, relations publiques et mobilisation du public de 2013 à 2015, toujours à CBC/Radio-Canada.
En 2015, elle est désignée présidente-directrice générale de Tourisme Outaouais. L'association touristique compte plus de 500 entreprises membres.

### Mairie de Gatineau
En avril 2021, elle se présente comme candidate indépendante au poste mairesse de Gatineau aux élections municipales de 2021, qu'elle remporte. Elle est la première femme de l'histoire de la ville à accéder à ce poste.
Le 12 avril 2023, elle participe à un panel de discussion au Conseil des relations internationales de Montréal (CORIM) sur le thème de la diplomatie internationale des villes avec ses homologues des villes de Montréal, Québec et Sherbrooke.[pertinence contestée]
Le 7 septembre 2023, elle lance un cri du cœur au ministre québécois responsable des Services sociaux, Lionel Carmant, au sujet de ce qu'elle considère comme une inaction de la part du gouvernement en matière d'itinérance : « M. Carmant, j'ai 80 personnes dans un campement, mon refuge pour sans-abris déborde. Les gens se déplacent dans les autres parcs de ma ville, M. Carmant. ». Elle décrit notamment une situation qui marquera les esprits lorsqu'elle raconte qu'une jeune femme de 18 ans a acouchée seule dans le boisé, et que ce sont des étrangers qui l'ont assistée et lui sont venus en aide.

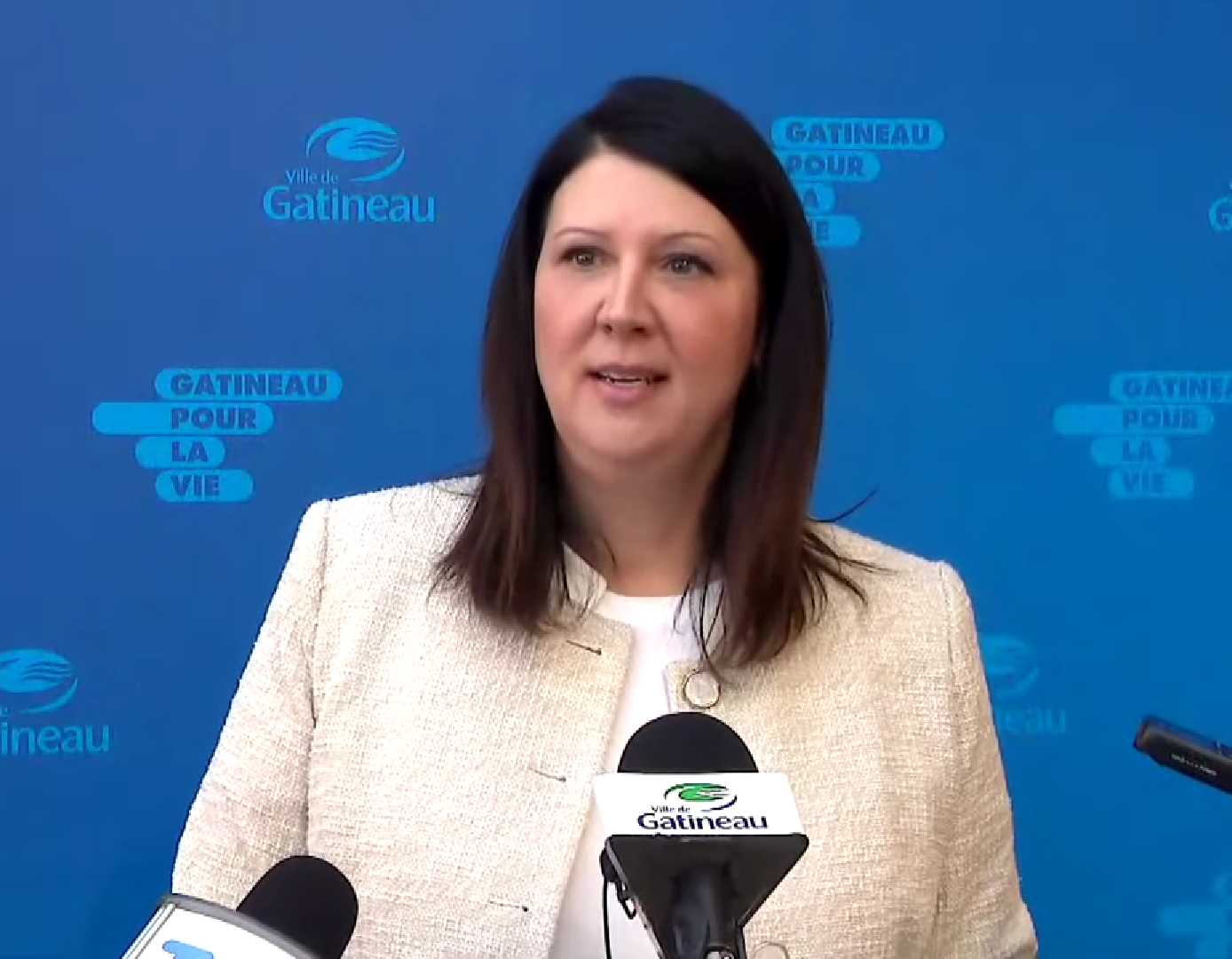
France Bélisle annonce sa démission en conférence de presse le 22 février 2024.

Le 22 février 2024, elle annonce qu'elle quitte ses fonctions de mairesse, dans un contexte politique qu'elle qualifie d'« hostile ». Elle estime que la partisanerie est omniprésente et le climat excessivement tendu au sein du conseil municipal de Gatineau. Le maire suppléant qu'elle a désigné une semaine plus tôt, Daniel Champagne, occupe dès lors le poste de maire par intérim.

## Résultats électoraux
| | Indépendante                              | France Bélisle                            | 29 768  | 42,86 | —     | 81 079,89 $ |  |
| | Action Gatineau                           | Maude Marquis-Bissonnette                 | 26 151  | 37,65 | -7,46 | Inconnu     |  |
| | Indépendant                               | Jean-François Leblanc                     | 11 326  | 16,31 | —     | 71 309,44 $ |  |
| | Indépendant                               | Jacques Lemay                             | 1 077   | 1,55  | —     | 8206,19     |  |
| | Indépendant                               | Rémi Bergeron                             | 727     | 1,05  | —     | 0,00 $      |  |
| | Indépendant                               | Abdelhak Lekbabi                          | 411     | 0,59  | —     | Inconnu     |  |
| Bulletins valides | Bulletins valides                         | Bulletins valides                         | 69 460  | 99,25 |       |             |  |
| Bulletins rejetés, non marqués et refusés | Bulletins rejetés, non marqués et refusés | Bulletins rejetés, non marqués et refusés | 524     | 0,75  | -0,98 |             |  |
| Taux de participation | Taux de participation                     | Taux de participation                     | 69 984  | 35,11 | -3,41 |             |  |
| Nombre total d'électeurs admissibles | Nombre total d'électeurs admissibles      | Nombre total d'électeurs admissibles      | 199 302 |       |       |             |  |
| Note : Les couleurs attribuées à chacun des candidats, sauf s'ils sont affiliés à un parti, sont basées sur la couleur dominante utilisée dans leur matériel de campagne (affiches, documentation, etc.) ou dans les graphiques de sondage, et servent à les différencier visuellement. |                                           |                                           |         |       |       |             |  |
| Sources : Ville de Gatineau et Élections Québec |                                           |                                           |         |       |       |             |  |